# 伊萨加尔
伊萨加尔（Isagarh），是印度中央邦Guna县的一个城镇。总人口10347（2001年）。

## 人口
该地2001年总人口10347人，其中男性5499人，女性4848人；0—6岁人口1857人，其中男959人，女898人；识字率61.81%，其中男性为72.19%，女性为50.02%。